# Estadio Alejandro Serrano Aguilar
Das Estadio Alejandro Serrano Aguilar ist ein multifunktionelles Stadion in Cuenca, Provinz Azuay, Ecuador.
Es wird zurzeit meistens für Fußballspiele verwendet und ist das Heimstadion von Deportivo Cuenca und Liga Deportiva Universitaria de Cuenca. Das Stadion fasst bis zu 16.540 Zuschauer.

## Geschichte
Das Stadion wurde am 3. November 1945 unter dem Namen Estadio Municipal "El Ejido" eröffnet. 25 Jahre später wurde es zu Ehren des langjährigen Präsidenten von Deportivo Cuenca, des ecuadorianischen Politikers Alejandro Serrano Aguilar, in Estadio Alejandro Serrano Aguilar umbenannt.  
Das Stadion war einer der Spielorte der Copa América 1993.